# تئودورا آلبن
تئودورا آلبن (زادهٔ ۲ دسامبر ۱۹۷۷ چیسنادیه ،رومانی) یک داور زن فوتبال اهل کشور رومانی است.وی کار خود را در این حرفه از سال ۲۰۰۰ و به طور همزمان با دورانی که خود به عنوان بازیکن در تیم سی اف اف کلویانا بازی می‌کرد که همسرش نیز مربی آن تیم بود آغاز کرد.
در سال ۲۰۰۹ وی جهت داوری بازی فینال جام یوفا زنان زیر ۱۹ سال انتخاب شد که این فینال بین تیم های انگلیس و سوئد انجام شد.او همچنین قضاوت فینال جام جهانی فوتبال زنان ۲۰۱۵ کانادا را نیز در کارنامه خود دارد.